# Улитина (деревня)
Улитина (эст. Ulitina), ранее Улитино (эст. Ulitino), также Ме́тсалаане (эст. Metsalaane) — деревня в волости Сетомаа уезда Вырумаа, Эстония. Исторически относится к нулку Саатсеринна.
До административной реформы местных самоуправлений Эстонии 2017 года входила в состав волости Вярска уезда Пылвамаа.

## География и описание
Расположена на юго-востоке Эстонии, на правом берегу реки Пиуза, в 12 километрах от волостного центра — посёлка Вярска. Южная часть деревни граничит с Россией. Высота над уровнем моря — 60 метров.
Климат переходный от морского к континентальному. Официальный язык — эстонский. Почтовый индекс — 64027.

## Население
По данным переписи населения 2021 года, в Улитина насчитывалось 13 жителей, из них 11 (84,6 %) — эстонцы.
По данным переписи населения 2011 года, в деревне проживали 17 человек, из них 12 (70,6 %) — эстонцы (сету в перечне национальностей выделены не были).
Численность населения деревни Улитина по данным переписей населения СССР и Департамента статистики Эстонии:
| Год  | 1959 | 1970 | 1979 | 1989 | 2000 | 2011 | 2017 | 2018 | 2019 | 2020 | 2021 |
| ---- | ---- | ---- | ---- | ---- | ---- | ---- | ---- | ---- | ---- | ---- | ---- |
| Чел. | 30   | ↘ 26 | ↗ 35 | ↘ 19 | ↗ 24 | ↘ 17 | ↗ 18 | → 18 | ↗ 19 | ↗ 21 | ↘ 13 |

## История
В письменных источниках 1780 года упоминается деревня Улитина, прим. 1790 года — Улагина, 1829 года — Сельцо Улитина, 1887 года — Ulitino, 1928 года — Ulitina, 1945 года — Ultina; в XVIII веке упоминается как деревня, в XIX веке — как мыза.
В 1977 году, в период кампании по укрупнению деревень, с деревней Улитина были объединены деревни Зайцево (на картах 1867–1868 гг. Зайцова) и Котельника (Калешникъ).

## Происхождение топонима
Эстонский языковед Яак Симм предполагает, что топоним произошёл от фамилии Улитин (Улитинъ), которая произошла от старорусского женского имени Улита (итал. Iulitta ~ Iulia), а то, в свою очередь, — из греческого языка (в переводе волнистая, пушистая, пышная). В случае эстонского происхождения можно привести южно-эстонское слово hulitama (колобродить) или ull (небольшая волна, лёгкое волнение на воде).

## Комментарии
1. ↑  Эстонские топонимы, оканчивающиеся на -а, не склоняются и не имеют женского рода (исключение — Нарва)[8].